# Kleine Giganten
Kleine Giganten (Originaltitel: Little Giants) ist eine US-amerikanische Filmkomödie von Duwayne Dunham aus dem Jahr 1994.

## Handlung
Becky O’Shea lebt in Urbania, Ohio und ist von den Jungs gefürchtet, weil sie stärker und angriffslustiger als die Jungs ist. Ihr Spitzname ist „Ice-Box“, (englisch für ‚Kühlschrank‘). Sie wächst allein mit ihrem Vater auf, weil die Mutter die Familie einst verlassen hat. Becky spielt sehr gut American Football, trotzdem lehnt ihr Onkel Kevin O’Shea die Aufnahme in die von ihm geführte Mannschaft „The Cowboys“ ab. Er sortiert gnadenlos die schwächeren Kinder und Becky aus, weil sie ein Mädchen ist. Ihr Vater Danny O’Shea, der im Gegensatz zu seinem Bruder Kevin kein Football-Held war und dem die enttäuschten Kinder leidtun, gründet mit den aussortierten Kindern und seiner Tochter Becky ein anderes Team, „The Giants“, das mit dem Team seines Bruders konkurriert und eine Ausscheidung mit Kevin O’Sheas Team ausspielen muss, weil jede Stadt nur eine Mannschaft stellen darf. Das neue Team von Danny hat eigentlich keine Chance, weil die von seinem Bruder Kevin aussortierten Kinder wirklich keine talentierten Footballer oder Sportler sind, Ausnahme Becky O’Shea. Obwohl sich die „Little Giants“ große Mühe geben, behindern doch vor allem ihre körperlichen Gebrechen ihr eigenes Talent, z. B. Übergewicht, schwächlicher Körperbau, Allergien etc. Im Laufe des Films erlebt man, wie aus den verzagten und schwächlichen Kindern eine zu allem entschlossene Truppe heranwächst. Sportlich gesehen haben sie aber aufgrund ihrer körperlichen Nachteile keine Chance bei diesem Entscheidungsspiel.
Durch eine günstige Fügung kommt ein Bus mit den Stars der Football-Liga bei ihnen vorbei, die ihnen Mut zusprechen, als sie sehen, worum es geht. Zu den schwächlicheren Kindern gehört ein überintelligentes Bürschchen, das wie ein kleiner Professor aussieht. Er entwickelt für die Kinder Strategien, wie sie die Starken trotzdem besiegen können. Zuerst sieht es aber ganz übel aus. Zur Halbzeit liegen die „Giants“ hoffnungslos zurück. Becky, die darum kämpft, ob sie sich als richtiges Mädchen oder als „Ice-Box“ geben soll, lässt die Jungs aber zuerst allein spielen und hilft nur als Cheerleader bei den Mädchen mit. Als aber der Junge, in den sie heimlich verliebt ist, aufgrund eines bösen Fouls verletzt wird, zieht sie sich um und greift aggressiv ins Geschehen ein. So greifen die „Giants“ nochmals an. Mit einer Portion Schlitzohrigkeit und mentaler Stärke holen sie Punkt um Punkt auf. Becky macht ihrem Namen wirklich Ehre und lässt die teilweise starken Jungs schlecht aussehen. Intelligenz und Pfiffigkeit siegt über körperliche Stärke. Aufgrund eines raffinierten Bluffs und einiger schlitzohriger Aktionen, bzw. der Freude eines Jungen über das Erscheinen seines Manager-Vaters, steht es kurz vor Schluss Unentschieden. Jetzt wenden die „Giants“ die List des „Professors“ an und mit einer raffinierten Ball-Stafette gelingt es, die starken „Cowboys“ auszuhebeln und ausgerechnet der schwächste der kleinen Bürschchen macht als Schlussläufer den entscheidenden Punkt.
Das Team von Kevin verliert so das Spiel und die „Giants“ machen das Unmögliche möglich und besiegen die starken Jungs. Es gibt auch ein Happy End für Danny O’Shea, der nach dem Spiel seiner Jugendliebe näher kommt. Auch Becky und ihr Schwarm kommen sich nach dem Spiel näher. Selbst die Frau von Kevin O’Shea geht emotional ins Lager „Giants“ über. Am Ende vertragen sich auch die beiden Brüder wieder und führen die örtliche, gemeinsame Sportmannschaft zusammen in den anstehenden Wettkampf.

## Kritiken
Roger Ebert spekulierte in der Chicago Sun-Times vom 14. Oktober 1994, ob der Film der „stupideste“ jemals gesehene Film sei. Kleine Kinder, die niemals zuvor einen Film gesehen hätten, könnten diesen mögen. Die älteren Zuschauer würden feststellen, dass es im selben Jahr bereits Filme mit ähnlicher Handlung gegeben habe.
Filmkritik von Thomas Ays in moviesection:
„Mit Kleine Giganten ist ein witziger Familienspaß für das Sonntag Nachmittagsprogramm entstanden, das mit Ed ‚Al Bundy‘ O’Neill und Rick Moranis überzeugend besetzt wurde. Unbeschwertes Fernsehen ist hier garantiert. Auch die kleinen Schauspieler sind durchweg toll gelungen und tragen entscheidend zum Gelingen des Films bei.“

## Hintergrund
Der Film wurde in Kalifornien gedreht. Er spielte in den Kinos der Vereinigten Staaten ca. 19,3 Millionen US-Dollar ein.